# Berberysowate
Berberysowate (Berberidaceae Juss.) – rodzina roślin okrytonasiennych. W szerokim ujęciu (APG IV z 2016, APweb) zaliczanych jest tu 14 rodzajów z 701 gatunkami. Są to rośliny zielne i krzewy wyróżniające się zwykle żółtym zabarwieniem tkanek wtórnych (zwłaszcza w korzeniach). Kwiaty są najczęściej trzykrotne. Pod względem filogenetycznym są siostrzane jaskrowatym. Występują na półkuli północnej w strefie klimatu umiarkowanego i na obszarach górskich w strefie subtropikalnej. Owoce berberysu i mahonii są jadalne. Oba te rodzaje, podobnie jak i epimedium, są często uprawiane jako rośliny ozdobne. Liczne gatunki wykorzystywane są w ziołolecznictwie.

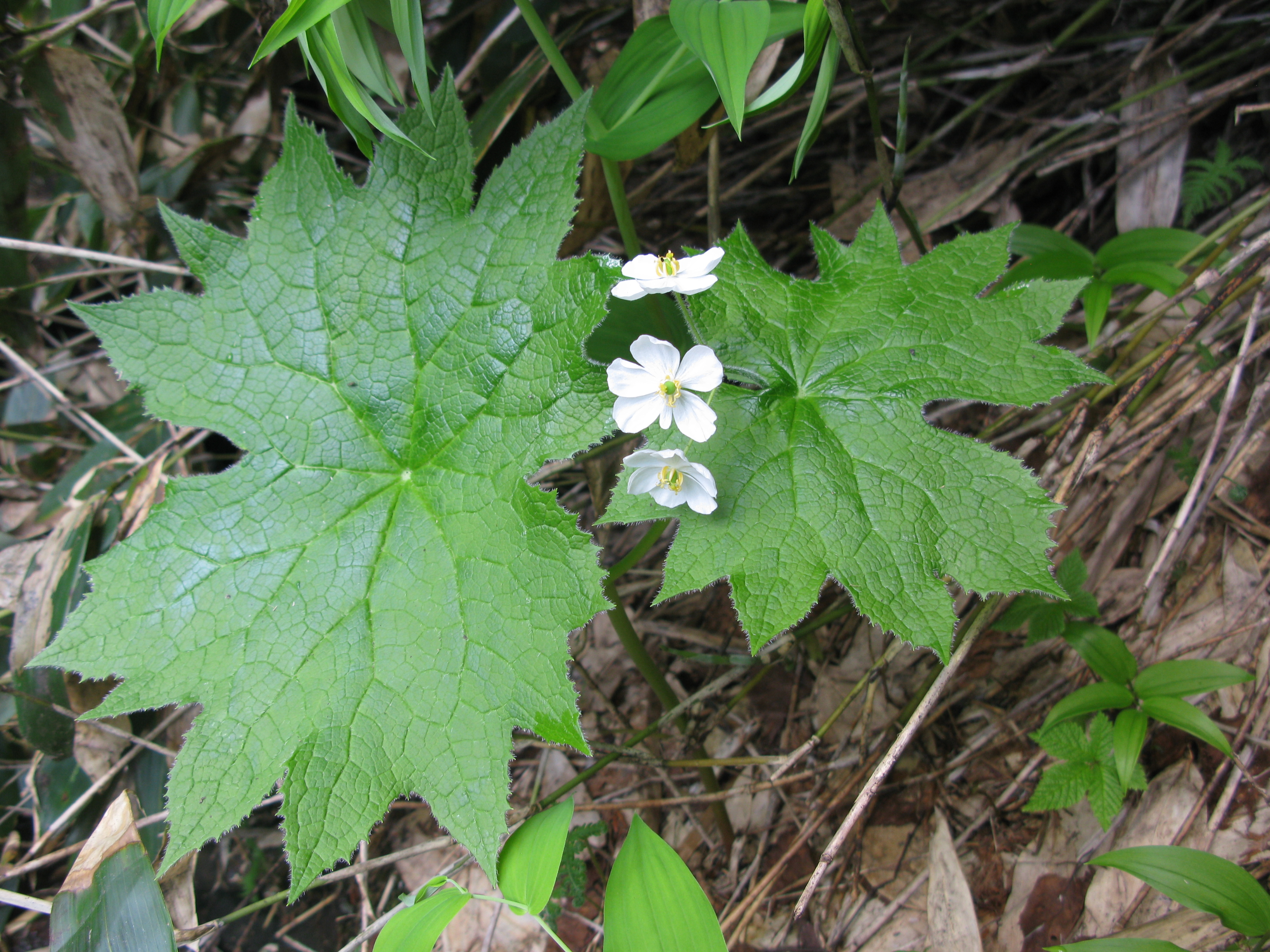
Diphylleia grayi

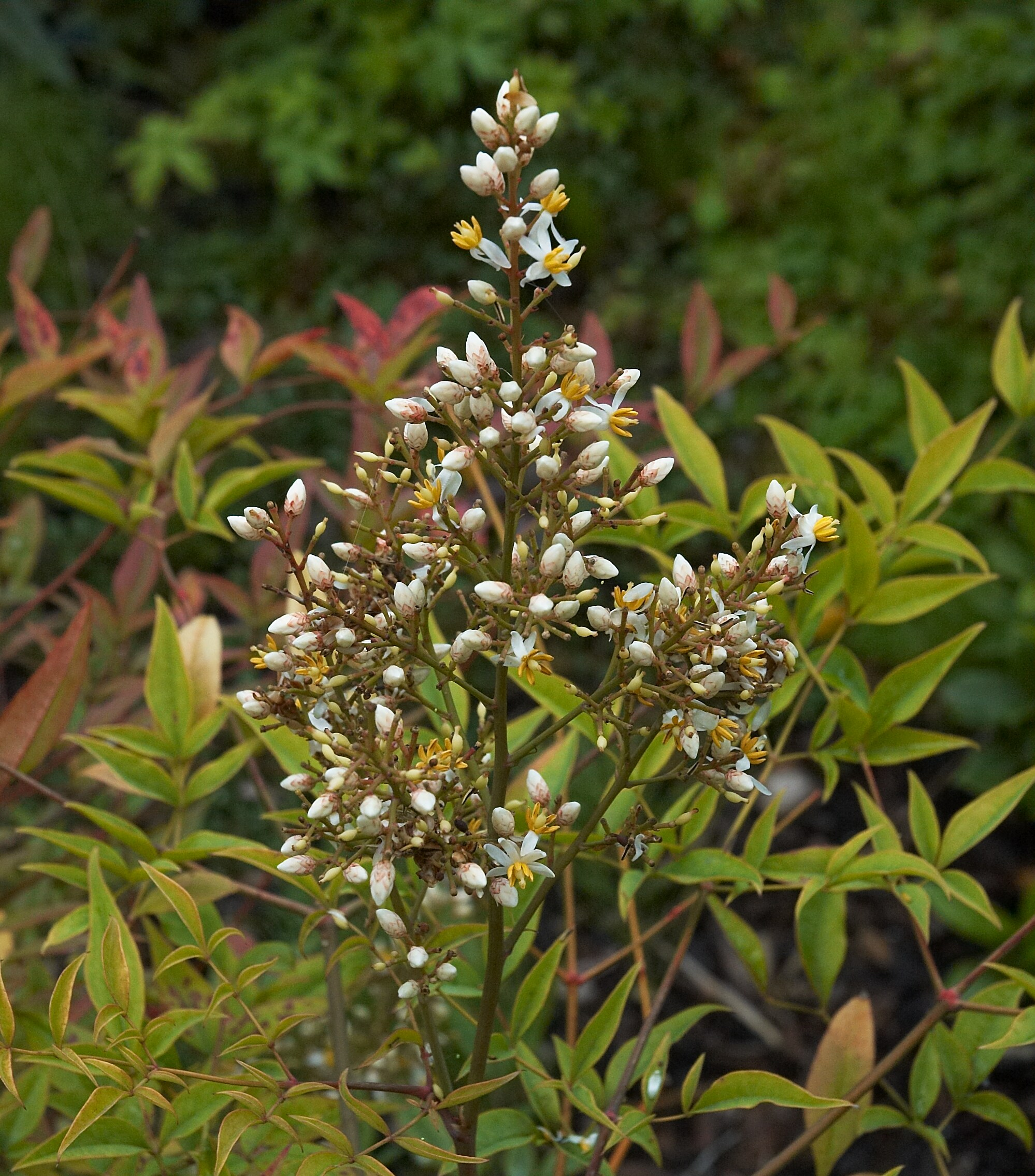
Nandina domestica

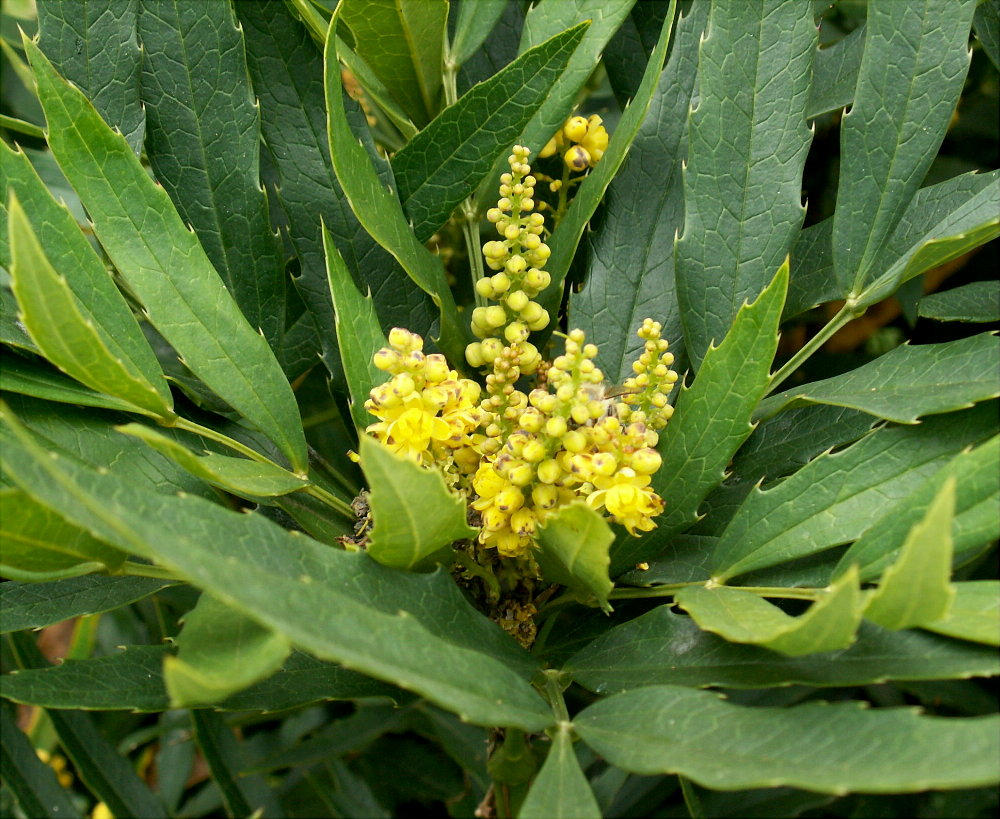
Mahonia fortunei

## Morfologia
PokrójByliny i krzewy, rzadko niskie drzewa. U niektórych gatunków obecne kłącza i bulwy. Część gatunków krzewów z cierniami.
LiścieZimozielone lub zrzucane podczas zimy. Skrętoległe, naprzeciwległe lub odziomkowe. Liście pojedyncze lub złożone (1–3-krotnie pierzaste lub 2–3-krotnie trójdzielne). U niektórych gatunków zmodyfikowane w ciernie. Blaszka liściowa u części gatunków skórzasta, całobrzega lub na brzegu ząbkowana, czasem z kolczastymi ząbkami. Liścienie zrastają się często w jeden.
KwiatyPromieniste, obupłciowe, drobne lub średnich rozmiarów. Pojedyncze lub zebrane w kątowe lub szczytowe kwiatostany (grona, kłosy, baldachy, wierzchotki i wiechy). Kwiaty siedzące lub szypułkowe. Kielich okazały (często trudny do odróżnienia od korony), z 6–9 działek, w dwóch lub trzech okółkach. Działki odpadają podczas przekwitania. Płatków korony jest 6–12, zwykle mają kolor biały i kremowy (Podophylloideae i Nandinoideae), żółty lub pomarańczowy (Berberidoideae). U rodzaju Achlys okwiatu brak. Charakterystyczne dla wielu przedstawicieli rodziny jest wykształcanie 4–8 listków miodnikowych. Pręcików 6 w dwóch okółkach (3+3). Pyłek uwalniany jest dwoma klapkami, tylko u Nandina podłużnym pęknięciem. Słupek z górną zalążnią jednokomorową, powstającą z pojedynczego owocolistka (dawniej sądzono, że zalążnia jest tylko pozornie pojedyncza i powstaje w istocie z dwóch lub trzech owocolistków). Szyjka słupka krótka, często znamię siedzące, często podzielone na trzy łatki. W zalążni zalążki liczne, rzadko pojedynczy. Szyjka czasem jest trwała, zachowuje się na owocu jako dzióbek.
OwoceZwykle mięsiste jagody, rzadziej suche torebki i mieszki, rzadko orzeszek. Owoc zawiera jedno lub wiele nasion. Nasiona często z elajosomem, z drobnym zarodkiem i obfitym bielmem. Mrówki wabione bogatym w tłuszcze elajosomem przyczyniają się do rozsiewania nasion.

## Systematyka

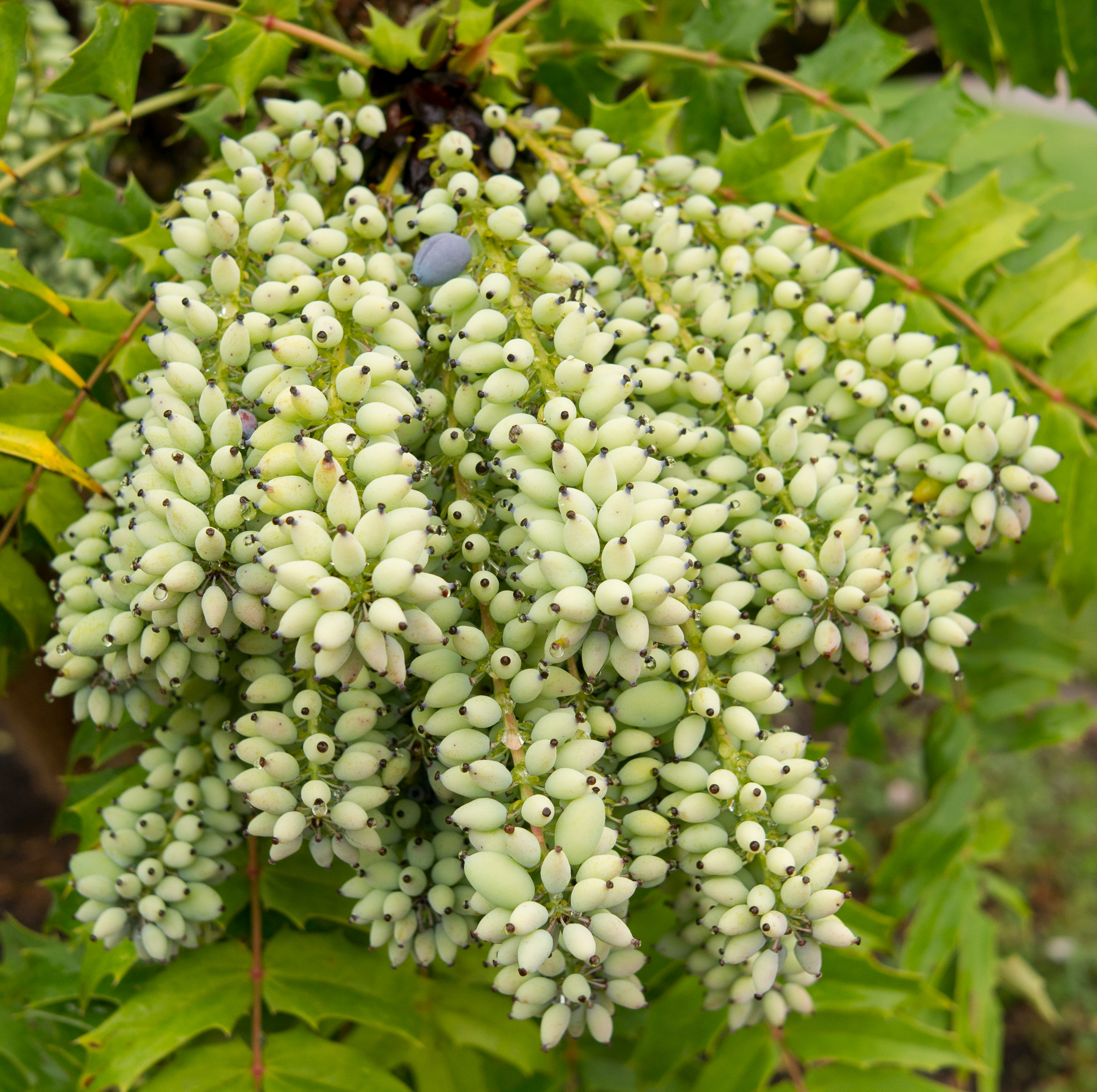
Mahonia lomariifolia

Pozycja systematyczna według APweb (aktualizowany system APG IV z 2016)
W systemie APG IV rodzina berberysowatych zaliczona jest do rzędu jaskrowców (Ranunculales), kladu dwuliściennych właściwych (eudicots). Berberysowate są grupą siostrzaną dla rodziny jaskrowatych.
|  | krępieniowate Lardizabalaceae |
|  |                               |
|  | Circaeasteraceae              |
|  |                               |

|  | miesięcznikowate Menispermaceae                                                          |
|  |                                                                                          |
|  | \| \| berberysowate Berberidaceae \| \| \| \| \| \| jaskrowate Ranunculaceae \| \| \| \| |
|  |                                                                                          |
|  | berberysowate Berberidaceae                                                              |
|  |                                                                                          |
|  | jaskrowate Ranunculaceae                                                                 |
|  |                                                                                          |

|  | berberysowate Berberidaceae |
|  |                             |
|  | jaskrowate Ranunculaceae    |
|  |                             |

|  | krępieniowate Lardizabalaceae |
|  |                               |
|  | Circaeasteraceae              |
|  |                               |

|  | miesięcznikowate Menispermaceae                                                          |
|  |                                                                                          |
|  | \| \| berberysowate Berberidaceae \| \| \| \| \| \| jaskrowate Ranunculaceae \| \| \| \| |
|  |                                                                                          |
|  | berberysowate Berberidaceae                                                              |
|  |                                                                                          |
|  | jaskrowate Ranunculaceae                                                                 |
|  |                                                                                          |

|  | berberysowate Berberidaceae |
|  |                             |
|  | jaskrowate Ranunculaceae    |
|  |                             |

|  | krępieniowate Lardizabalaceae |
|  |                               |
|  | Circaeasteraceae              |
|  |                               |

|  | miesięcznikowate Menispermaceae                                                          |
|  |                                                                                          |
|  | \| \| berberysowate Berberidaceae \| \| \| \| \| \| jaskrowate Ranunculaceae \| \| \| \| |
|  |                                                                                          |
|  | berberysowate Berberidaceae                                                              |
|  |                                                                                          |
|  | jaskrowate Ranunculaceae                                                                 |
|  |                                                                                          |

|  | berberysowate Berberidaceae |
|  |                             |
|  | jaskrowate Ranunculaceae    |
|  |                             |

|  | krępieniowate Lardizabalaceae |
|  |                               |
|  | Circaeasteraceae              |
|  |                               |

|  | miesięcznikowate Menispermaceae                                                          |
|  |                                                                                          |
|  | \| \| berberysowate Berberidaceae \| \| \| \| \| \| jaskrowate Ranunculaceae \| \| \| \| |
|  |                                                                                          |
|  | berberysowate Berberidaceae                                                              |
|  |                                                                                          |
|  | jaskrowate Ranunculaceae                                                                 |
|  |                                                                                          |

|  | berberysowate Berberidaceae |
|  |                             |
|  | jaskrowate Ranunculaceae    |
|  |                             |

|  | krępieniowate Lardizabalaceae |
|  |                               |
|  | Circaeasteraceae              |
|  |                               |

|  | miesięcznikowate Menispermaceae                                                          |
|  |                                                                                          |
|  | \| \| berberysowate Berberidaceae \| \| \| \| \| \| jaskrowate Ranunculaceae \| \| \| \| |
|  |                                                                                          |
|  | berberysowate Berberidaceae                                                              |
|  |                                                                                          |
|  | jaskrowate Ranunculaceae                                                                 |
|  |                                                                                          |

|  | berberysowate Berberidaceae |
|  |                             |
|  | jaskrowate Ranunculaceae    |
|  |                             |

|  | krępieniowate Lardizabalaceae |
|  |                               |
|  | Circaeasteraceae              |
|  |                               |

|  | miesięcznikowate Menispermaceae                                                          |
|  |                                                                                          |
|  | \| \| berberysowate Berberidaceae \| \| \| \| \| \| jaskrowate Ranunculaceae \| \| \| \| |
|  |                                                                                          |
|  | berberysowate Berberidaceae                                                              |
|  |                                                                                          |
|  | jaskrowate Ranunculaceae                                                                 |
|  |                                                                                          |

|  | berberysowate Berberidaceae |
|  |                             |
|  | jaskrowate Ranunculaceae    |
|  |                             |

|  | krępieniowate Lardizabalaceae |
|  |                               |
|  | Circaeasteraceae              |
|  |                               |

|  | miesięcznikowate Menispermaceae                                                          |
|  |                                                                                          |
|  | \| \| berberysowate Berberidaceae \| \| \| \| \| \| jaskrowate Ranunculaceae \| \| \| \| |
|  |                                                                                          |
|  | berberysowate Berberidaceae                                                              |
|  |                                                                                          |
|  | jaskrowate Ranunculaceae                                                                 |
|  |                                                                                          |

|  | berberysowate Berberidaceae |
|  |                             |
|  | jaskrowate Ranunculaceae    |
|  |                             |

|  | krępieniowate Lardizabalaceae |
|  |                               |
|  | Circaeasteraceae              |
|  |                               |

|  | miesięcznikowate Menispermaceae                                                          |
|  |                                                                                          |
|  | \| \| berberysowate Berberidaceae \| \| \| \| \| \| jaskrowate Ranunculaceae \| \| \| \| |
|  |                                                                                          |
|  | berberysowate Berberidaceae                                                              |
|  |                                                                                          |
|  | jaskrowate Ranunculaceae                                                                 |
|  |                                                                                          |

|  | berberysowate Berberidaceae |
|  |                             |
|  | jaskrowate Ranunculaceae    |
|  |                             |

Podział rodziny
W obrębie rodziny wyróżnia się kilka linii rozwojowych w randze podrodzin, w niektórych systemach (np. w systemie Reveala z lat 1994–1999) podnoszone do rangi rodzin (wówczas wszystkie opisane tu rośliny razem włączane są do rzędu berberysowców Berberidales Dumort.).
|  | Podophylloideae Eaton                                                               |
|  |                                                                                     |
|  | \| \| Nandinoideae Heintze \| \| \| \| \| \| Berberidoideae Kosteletzky \| \| \| \| |
|  |                                                                                     |
|  | Nandinoideae Heintze                                                                |
|  |                                                                                     |
|  | Berberidoideae Kosteletzky                                                          |
|  |                                                                                     |

|  | Nandinoideae Heintze       |
|  |                            |
|  | Berberidoideae Kosteletzky |
|  |                            |

- Podrodzina Podophylloideae Eaton w systemie Takhtajana ujmowana była w randze rodziny Podophyllaceae A.P. de Candolle, 1821. Należą tu 4 rodzaje. Centrum różnicowania i występowania tych roślin to Chiny. Najbardziej prymitywnym przedstawicielem jest rodzaj Diphylleia, pozostałe tworzą dwie linie rozwojowe. W jednej wyewoluowały rośliny autogamiczne z siostrzanych rodzajów Dysosma i Sinopodophyllum, w drugiej wykształciły się rośliny allogamiczne zaliczane do rodzaju Podophyllum[8].
  - Diphylleia Michx. – parasolnik
  - Dysosma Woodson
  - Podophyllum L. – stopkowiec, biedrzyga
  - Sinopodophyllum T.S.Ying

- Podrodzina Nandinoideae obejmuje jeden rodzaj o zasięgu obejmującym Chiny i Japonię. W różnych systemach (np. system Reveala z 1999) rodzaj ten zaliczany był do monotypowej rodziny Nandinaceae Horan[9].
  - Nandina Thunb. – nandina

- Podrodzina Berberidoideae obejmuje dziewięć pozostałych rodzajów, liczących 675 gatunków, z czego 600 należy do rodzaju berberys, a 55 do rodzaju mahonia[10][11]:
  - Achlys DC. – achlys
  - Berberis L. – berberys
  - Bongardia C.A.Mey.
  - Caulophyllum Michx. – kaulofil
  - Epimedium L. – epimedium
  - Gymnospermium Spach
  - Jeffersonia Barton – jeffersonia
  - Leontice L. – glika, lewkolist
  - Mahonia Nutt. – mahonia, ościał
  - Plagiorhegma Maxim.
  - Ranzania T.Ito – ranzania
  - Vancouveria C.Morren & Decne. – wankuweria

Pozycja w systemie Reveala (1999)
Gromada okrytonasienne (Magnoliophyta Cronquist), podgromada Magnoliophytina Frohne & U. Jensen ex Reveal, klasa Ranunculopsida Brongn., podklasa jaskrowe Takht. ex Reveal, nadrząd Ranunculanae Takht. ex Reveal, rząd berberysowce Dumort., rodzina berberysowate (Berberidaceae Juss.).
Pozycja w systemie Takhtajana (1997, 2009)
W systemie Armena Tachtadżiana zarówno z 1997, jak i z 2009, rodzina berberysowatych jest wąsko ujmowana – obejmuje tylko rodzaje mahonia Mahonia i berberys Berberis. Pozostałe rodzaje zaliczane do niej w systemach APG tworzą osobne rodziny: Nandinaceae (monotypowa z rodzajem nandina), Ranzaniaceae (także tylko z jednym rodzajem – Ranzania), Podophyllaceae dzielone na podrodziny Leonticoideae, Epimedioideae i Podophylloideae. Wszystkie te taksony łączone są w rząd berberysowców Berberidales.